# Landgoed Eyckenstein
Eyckenstein is een landgoed met landhuis even ten oosten van Maartensdijk (gemeente De Bilt, Nederland) langs de Dorpsweg. Rond het huis ligt 182 hectare aaneengesloten grond. Inclusief elders gelegen boerderijen bedraagt de totale oppervlakte van het landgoed 394 hectare. Het ligt op de Utrechtse Heuvelrug. Het landhuis wordt particulier bewoond. De geschiedenis van het landgoed begint vroeg in de 17e eeuw. In die tijd was er sprake van een herenboerderij. Geleidelijk is het huis uitgebouwd tot het huidige Eyckenstein met de karakteristieke vier zuilen. 

## Geschiedenis
Het landhuis is via verschillende fases uiteindelijk tot de huidige staat gekomen. Begin 17e eeuw is het gebouwd als herenboerderij met aan drie zijden trapgevels. Aan de achterkant heeft een stal gestaan. Omstreeks 1780 heeft het pand onder Adriaan Hendrik Eyck een flinke vernieuwing ondergaan, nadat hij het eerst grotendeels had laten slopen. Het resultaat was een statig hoog gebouw met overdekte terrassen aan beiden zijden. Zijn zoon Maurits Jacob Eyck heeft er in 1809 de grote witte zuilen voor laten plaatsen en de vloeren met ruim een halve meter verhoogd. Ook de klokkenstoel op het dak is in zijn opdracht gebouwd.
Willem Carel baron van Boetzelaer heeft in de jaren 1880-1883 alle ramen laten vervangen, van binnen allerlei wijzigingen aangebracht en de terrassen tot kamers met een verdieping omgebouwd. Een van deze kamers heeft hij in de Moorse stijl gebouwd. Behalve deze ontwikkelingen hebben er nog allerlei kleinere verbouwingen plaatsgevonden. Ongeacht de verschillende bouwstijlen is de stijl heel in het algemeen Engels neo-Palladiaans (een vorm van Neoclassicisme) te noemen. Het Palladianisme is genoemd naar de Italiaanse renaissancearchitect Andrea Palladio (1508-1580), een strenge classicist die zich baseerde op de Romeinse bouwkunst.

## Ligging
Eyckenstein ligt in de Laagte van Pijnenburg, te midden van andere landhuizen: ten westen Rustenhoven en wat verder weg ten oosten Rovérestein dat in 1884 werd gebouwd in opdracht van de eigenaar van Eyckestein, Nicolaas Laurens Burman Eyck tot Zuylichem. Rovere is oud Italiaans voor eik; deze twee landhuizen delen dus in feite dezelfde naam. Sinds 1969 staan Eyckenstein, het omliggende park en enkele bijbehorende gebouwen op de rijksmonumentenlijst.
Het landgoed bestaat voornamelijk uit bosgebied dat grotendeels voor wandelaars is opengesteld, maar ook uit akkers en weilanden. Meteen ten noorden van het landhuis ligt het parkgedeelte van circa twaalf hectare, dat vanaf 1881 aangelegd is naar een ontwerp van tuinarchitect Leonard Anthony Springer.

## Bewoning
Sinds de bouw van het huis hebben er verschillende families op Eyckenstein gewoond:
| Nr | Tijdvak      | Familie                                            |
| -- | ------------ | -------------------------------------------------- |
| 1  | 16xx-1627    | Van Lamsweerde                                     |
| 2  | 1627-1651    | Van Vianen                                         |
| 3  | 1651-1721    | Gerobulus                                          |
| 4  | 1721-1760    | Van Poolsum (door vererving van familie Gerobulus) |
| 5  | 1760-1777    | Van Kootens (huurders)                             |
| 6  | 1777-1876    | Eyck (vanaf 1818: Eyck van Zuylichem)              |
| 7  | 1876 - heden | van Boetzelaer                                     |